# خدير فروان (الوضيع)

تعديل مصدري - تعديل

خدير فروان هي إحدى قرى عزلة  الوضيع بمديرية الوضيع التابعة لمحافظة أبين، بلغ تعداد سكانها 25 نسمة حسب تعداد اليمن لعام 2004.